# Abbe (krater księżycowy)
Abbe – uderzeniowy krater na Księżycu, położony na południowej półkuli na niewidocznej z Ziemi stronie Księżyca. Leży na południe od krateru Hess i przy wschodniej krawędzi Poincaré.
Zewnętrzna ściana Abbe jest nieco zniszczona w procesie erozji, oraz przez małe kratery leżące na północno-zachodniej i południowo-wschodniej krawędzi. Wnętrze krateru jest stosunkowo gładkie z paroma małymi kraterami.

## Satelickie kratery
| Abbe | Szerokość | Długość  | Średnica |
| ---- | --------- | -------- | -------- |
| H    | 58,2° S   | 177,9° E | 25 km    |
| K    | 59,6° S   | 177,3° E | 28 km    |
| M    | 61,6° S   | 175,3° E | 29 km    |